# Ryo Kawakita
Ryo Kawakita (川北 亮, Kawakita Ryo, nascido em 13 de dezembro de 1978), conhecido também como Maximum the Ryo (マキシマムザ亮君), é o guitarrista, compositor e cantor da banda japonesa de metal Maximum the Hormone.

## Carreira
Ryo tocava guitarra desde a sua adolescência no colegial. Ele foi recrutado para a banda Maximum the Hormone por sua irmã Nao Kawakita, após a saída de Key. Seu modo de tocar guitarra é leve e influenciado pelos guitarristas de bandas de metal, punk e hard rock. Junto com Daisuke Tsuda, Ryo divide o trabalho de vocalista, o que o fez encarregado da parte melódica, enquanto Daisuke dos gritos e do rap da música.
Ryo fez uma aparição com Hiroshi Kyono no clipe "Systematic People", uma música do álbum de Kyono chamado Hakai. "Systematic People" foi usada como tema de abertura da série de anime Kurozuka.
Até o momento, Ryo gravou com a banda os álbuns: Ootori (Hou) (鳳 (ほう), 2001), Mimi Kajiru (耳噛じる, 2002), Kusoban (糞盤), 2004), Rokkinpo Goroshi (ロッキンポ殺し, 2005), Buiikikaesu (ぶっ生き返す, 2007) e Yoshu Fukushu (予襲復讐, 2013).

## Influências citadas
- Tool[1]
- System of a Down
- NOFX
- The Ramones
- Korn
- Mr. Bungle
- Pantera
- Oasis
- The Fall of Troy
- Molotov
- Cheap Trick